# Seienchin
Seienchin (制引戦, Tranquilidade na batalha) é um kata praticado no caratê. Sua provável origem reside na China, pertencendo ao caratê pela linhagem Naha-te, e deste para os estilo modernos. Ao mestre Kanryo Higaonna atribui-se a autoria/modificação e incorporação.

## História
Pouco se sabe sobre as origens do Kata Seienchin, alguns apontam para a China como fonte. Diz-se que a forma foi levada para Okinawa por Kanryo Higaonna, que poderia ter aprendido do mestre Ryu Ryu Ko. Geograficamente, aponta-se para a cidade de Fuzhou, na província de Fujian, ou Fukien em japonês, como seu berço.

## Características
Trata-se de uma forma muito versátil, a qual utiliza téncnicas de modo a subjugar o adverário mais por imbobilização do que contusão, sem, contudo, olvidar de tais tipos de técnicas, desenvolvendo os movimentos com uso do tanden. O cerne pretende residir em desenvolver noção de controle do oponente.
Não há ataques com os pés. As pernas são usadas basicamente para sustentar (de modo firme) os golpes desferidos co'as mãos, haja vista a presença de bases baixas (Nekoashi dachi e Shiko dachi) e firmes (Sanchin dachi). O deslocamento é feito de modo linear e anguloso, de forma a ampliar o poder dos contra-ataques. Entretanto, posto que os movimentos sejam duros, faz-se imprescindível ter em mente que a energia (ki) deve transitar de modo suave, natural, sem o que as técnicas serão ineficientes, assim há movimentos circulares que conduzem a potência do golpe absorvido de volta ao oponente.
O praticante deve prestar atenção na respiração correcta, de modo a aplicar corretamente o golpe com as mãos.
A denonminação, quando lida desde o kanji, aponta ao escopo do kata, "controlar", "puxar", "lutar", sendo difundido este entendimento por muitas escolas nativas de Oquinaua, que parece ser corroborado nas origens chinesas do exercício, desde Fujian e Formosa, pois, se lido em mandarim (Sui yiun jin), vem significar "seguir", "mover", "apoderar". [carece de fontes?]